# 6529 Rhoads
A 6529 Rhoads (ideiglenes jelöléssel 1993 XR2) a Naprendszer kisbolygóövében található aszteroida. Palomar Obszervatórium fedezte fel 1993. december 14-én.